# 史密斯夏爾 (伊利諾伊州)
史密斯夏爾（英語：Smithshire）是位於美國伊利諾伊州沃倫縣的一個非建制地區。該地的面積和人口皆未知。

## 地理
史密斯夏爾的座標為40°47′34″N 90°46′47″W / 40.79278°N 90.77972°W，而該地的平均海拔高度為224米（即735英尺）。